# Maraton w Skopju

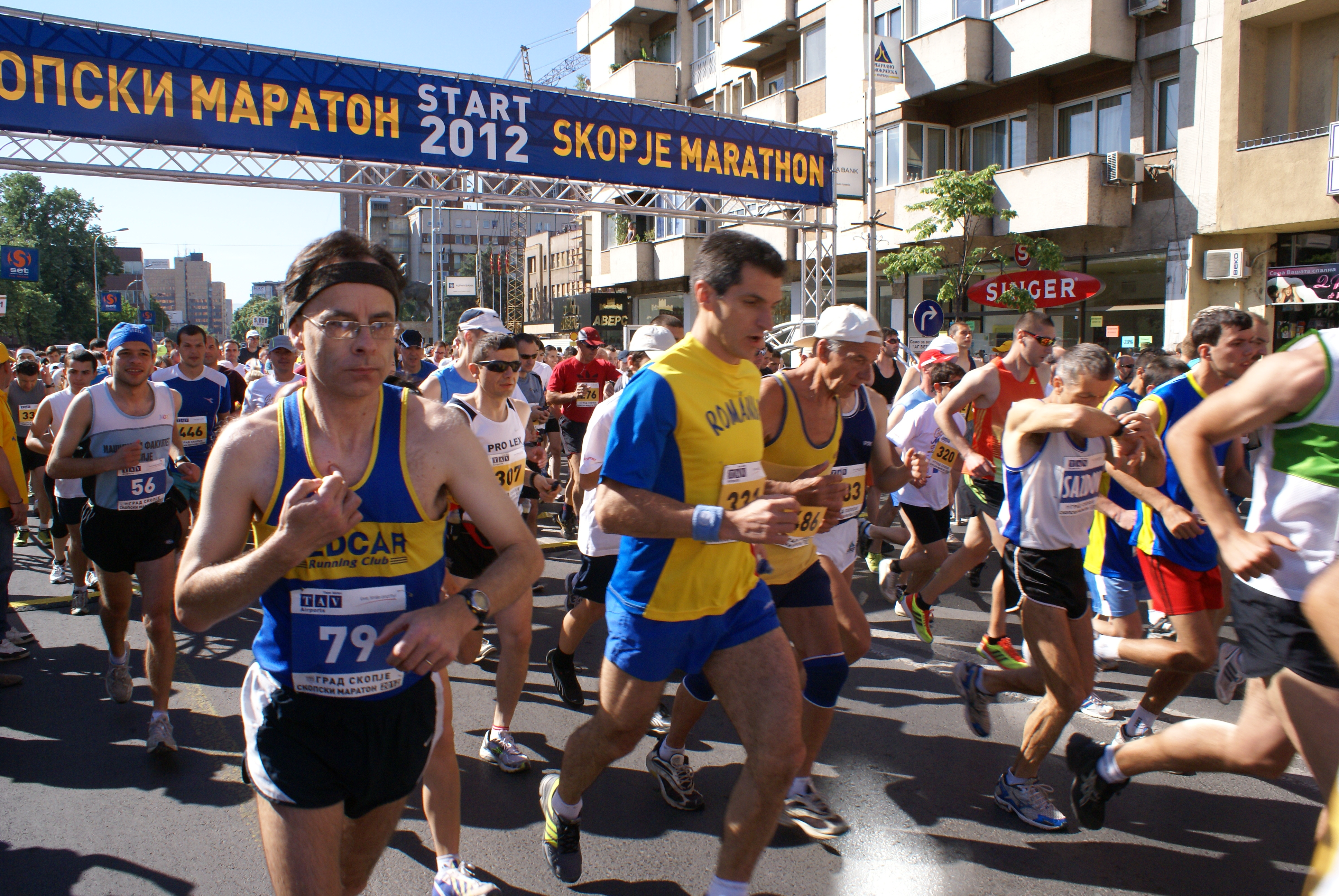
Start maratonu w Skopju w 2012 roku

Maraton w Skopju – maratoński bieg uliczny rozgrywany co roku na ulicach Skopje, w Macedonii Północnej.
Pierwsze dwie edycje maratonu w Skopju rozegrano w latach 1997 i 1998, po czym zaprzestano jednak organizacji imprezy z powodu braku funduszy. Próbę reaktywacji podjęto w 2007 roku, kiedy to rozegrano półmaraton, a rok później powrócono do rozgrywania zawodów na pełnym dystansie maratonu. Od tego czasu impreza odbywa się corocznie, z wyjątkiem 2015 roku kiedy to bieg odwołano z powodu obaw o bezpieczeństwo.

## Lista zwycięzców
Lista zwycięzców maratonu w Skopju:
| Edycja | Data                | Zwycięzca wśród mężczyzn                                  | Kraj                                                      | Czas                                                      | Zwyciężczyni wśród kobiet                                 | Kraj                                                      | Czas                                                      |
| ------ | ------------------- | --------------------------------------------------------- | --------------------------------------------------------- | --------------------------------------------------------- | --------------------------------------------------------- | --------------------------------------------------------- | --------------------------------------------------------- |
| 14     | 4 października 2020 | Serhij Szewczenko                                         | Ukraina                                                   | 2:22:49                                                   | Luiza Gega                                                | Albania                                                   | 2:35:34                                                   |
| 13     | 4 maja 2019         | Chalachew Asmamaw                                         | Etiopia                                                   | 2:15:37                                                   | Eunice Muchiri                                            | Kenia                                                     | 2:33:38                                                   |
| 12     | 6 maja 2018         | Evans Biwott                                              | Kenia                                                     | 2:14:08                                                   | Jedida Karungu                                            | Kenia                                                     | 2:51:24                                                   |
| 11     | 7 maja 2017         | Kiprotich Kirui                                           | Kenia                                                     | 2:12:59                                                   | Stella Barsosio Chepngetich                               | Kenia                                                     | 2:33:42                                                   |
| 10     | 8 maja 2016         | Kiprotich Kirui                                           | Kenia                                                     | 2:12:36                                                   | Gladys Chepkurui Biwott                                   | Kenia                                                     | 2:40:10                                                   |
| –      | 10 maja 2015        | Zawody odwołano z powodu obaw o bezpieczeństwo            | Zawody odwołano z powodu obaw o bezpieczeństwo            | Zawody odwołano z powodu obaw o bezpieczeństwo            | Zawody odwołano z powodu obaw o bezpieczeństwo            | Zawody odwołano z powodu obaw o bezpieczeństwo            | Zawody odwołano z powodu obaw o bezpieczeństwo            |
| 9      | 11 maja 2014        | Emmanuel Samal                                            | Kenia                                                     | 2:14:26                                                   | Lucy Murigi                                               | Kenia                                                     | 2:37:47                                                   |
| 8      | 12 maja 2013        | Wycliffe Biwott                                           | Kenia                                                     | 2:21:58.2                                                 | Caroline Kipruto                                          | Kenia                                                     | 2:48:41.7                                                 |
| 7      | 6 maja 2012         | Patrick Wambugu                                           | Kenia                                                     | 2:26:42                                                   | Cecilia Wangui                                            | Kenia                                                     | 2:54:58                                                   |
| 6      | 8 maja 2011         | Dickson Terer                                             | Kenia                                                     | 2:23:51                                                   | Cecilia Wangui                                            | Kenia                                                     | 2:50:07                                                   |
| 5      | 9 maja 2010         | Tamás Tóth                                                | Węgry                                                     | 2:28:56                                                   | Lucia Kimani                                              | Bośnia i Hercegowina                                      | 2:55:56                                                   |
| 4      | 10 maja 2009        | Sreten Ninković                                           | Serbia                                                    | 2:29:07.1                                                 | Marija Vrajić                                             | Chorwacja                                                 | 2:56:15.4                                                 |
| 3      | 11 maja 2008        | Roman Prodius                                             | Mołdawia                                                  | 2:29:26                                                   | Lidija Mikloš                                             | Serbia                                                    | 3:19:34                                                   |
| –      | 1999–2007           | Zawodów nie rozgrywano (w 2007 roku rozegrano półmaraton) | Zawodów nie rozgrywano (w 2007 roku rozegrano półmaraton) | Zawodów nie rozgrywano (w 2007 roku rozegrano półmaraton) | Zawodów nie rozgrywano (w 2007 roku rozegrano półmaraton) | Zawodów nie rozgrywano (w 2007 roku rozegrano półmaraton) | Zawodów nie rozgrywano (w 2007 roku rozegrano półmaraton) |
| 2      | 1998                | ?                                                         |                                                           | ?                                                         | ?                                                         |                                                           | ?                                                         |
| 1      | 1997                | ?                                                         |                                                           | ?                                                         | ?                                                         |                                                           | ?                                                         |